# Julia McKenzie
Julia Kathleen McKenzie (ur. 17 lutego 1941 roku w Enfield Town) – brytyjska aktorka telewizyjna, filmowa i dubbingowa, znana głównie z roli panny Jane Marple w serialu Agatha Christie: Miss Marple (2008–2013). 
Dwukrotna laureatka Laurence Olivier Award (1982, 1993), nominowana do nagrody BAFTA i Tony.

## Wybrana filmografia
- 2023: Alleluja, jako pani Maudsley
- 2019: Gra pozorów, jako Hazel Day
- 2018–2020: Doctor Who: Time War jako Dwunastka
- 2015: Trafny wybór, jako Shirley Mollison
- 2011: The Mystery of Edwin Drood, jako panna Crisparkle
- 2008–2013: Panna Marple, jako panna Marple
- 2006: Notatki o skandalu, jako Marjorie
- 2003: Cudowne lata bohemy, jako Lottie Crump
- 1996: Nieproszeni goście, jako Audrey
- 1995: Królowa Śniegu, jako Freda
- 1989–1991: French Fields, jako Hester
- 1989: Shirley Valentine, jako Gillian
- 1986: Hotel du Lac, jako Jennifer Pusey
- 1983: Dni chwały, jako pani Herrick
- 1981: The Wildcats of St. Trinian's, jako  pani Dormancott
- 1978–1979: Maggie and Her, jako Maggie
- 1976: Dick Deadeye, or Duty Done, jako Rose